# エムポックス
エムポックス（英: mpox）は、ポックスウイルス科オルソポックスウイルス属（Orthopoxvirus）に属するエムポックスウイルス（monkeypox virus, MPV）の感染を原因とする人獣共通感染症。低温や乾燥に強く、エーテル耐性もあるが、アルコール、ホルマリン、紫外線で容易に不活化される。日本の感染症法上のかつての名称はサル痘（サルとう、英: monkeypox）で、報道においても「エムポックス（サル痘）」のように副次的な呼称として使われている。
天然痘ウイルスと比べて重症度や死亡率は低く、天然痘ワクチンで約85％は感染防止できる。
日本では感染症法において四類感染症に指定されている。
1958年にカニクイザルの疾患として初めて確認され、かつてヒトへの感染は中部アフリカと西アフリカが中心で、風土病的に発生していた。これらの地域へ渡航歴がない人々にも2022年から欧米などで流行しており、2022年10月30日時点で7万7千人以上の感染例が報告されている（後述）。同時点における死亡例はアフリカで15例、アフリカ以外で21例である。世界保健機関（WHO）のテドロス・アダノム事務局長は2024年8月14日に緊急事態を宣言した。
患者の98％が男性の同性愛者であると判明していることから、同性愛者に対する差別の蔓延が懸念されている。

## 概要

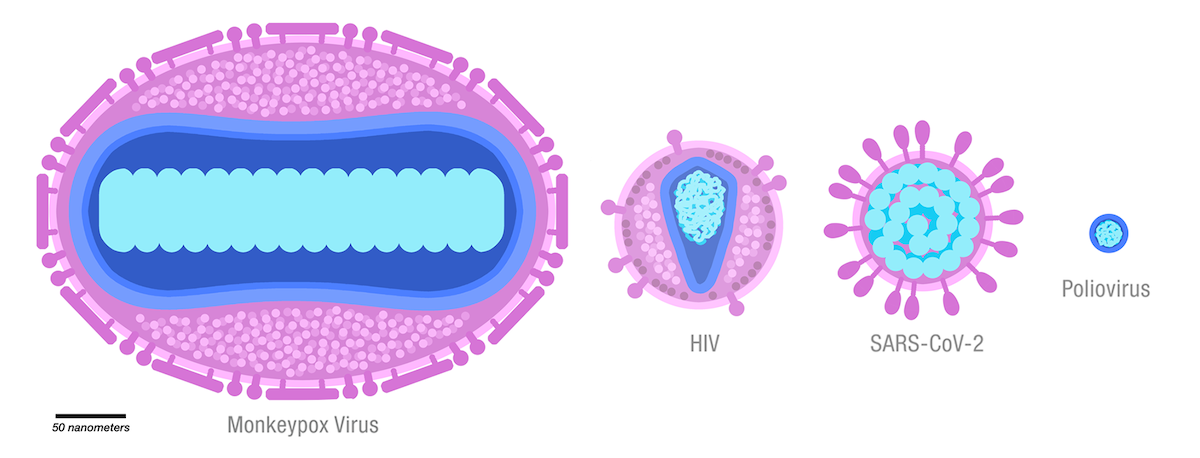
エムポックスウイルス（一番左）の大きさの比較
右隣からヒト免疫不全ウイルス（HIV）、SARSコロナウイルス2、ポリオウイルス

1958年にポリオワクチン製造のため世界各国から霊長類が集められたコペンハーゲンの研究施設にて、シンガポールから輸入されたカニクイザルより分離された。
上記の経緯から「サル痘」と名付けられたが、遺伝子解析の結果、自然宿主（病原巣、レゼルボア）はげっ歯目と考えられており、ヒトからヒトへの感染は日常生活においては稀であり、そこから感染が広がることは少ないという意味で、ヒトは終宿主に近い位置にあると考えられる。
ヒトへの感染は1970年にコンゴ民主共和国で初めて確認され、最終的に11か国から患者が発生した。エンベロープを有するウイルスのため、消毒薬に対する抵抗性は比較的低い。中央アフリカおよび西アフリカの熱帯雨林において齧歯目やサルなどの間で感染環を形成している。接触感染やヒトからヒトへの感染も成立し、ヒトでは発熱や発痘を主徴とする天然痘のような症状を示すが、比較的症状は軽度であり、感染力も天然痘より劣ると考えられている。ヒトにおける死亡率は1%から10%程度。非流行地域ではサルの検疫が重要である。種痘がエムポックスの予防に有効だとされている。
このウイルスには大きく分けてコンゴ盆地系統群（クレード）と西アフリカ系統群の2種類の遺伝的系統群があり、コンゴ盆地系統群は西アフリカ系統群に比較して死亡率が高く、またヒトからヒトへの感染性が高いとされる。

### 名称
2022年11月28日、WHOは「monkeypox（サル痘）」の英語名称を「mpox（M痘、エム痘）」に改める声明を出した。上述のように感染はサルよりも齧歯目に多いこと等から、サル痘という名前は好ましくないとした。1年間の移行期間を経て「mpox」を優先用語にした。
日本国内では2023年（令和5年）5月26日に厚生労働省が「サル痘」の名称を「エムポックス」に変更したと発表した。法令上は感染症の予防及び感染症の患者に対する医療に関する法律施行令が、感染症の予防及び感染症の患者に対する医療に関する法律等の一部を改正する法律の施行に伴う関係政令の整備等に関する政令（令和5年5月26日政令第192号）により改正されたことにより変更された。

## 感染源
アフリカに生息するリスなどのげっ歯目をはじめ、サルやウサギなどが自然宿主とされる。

## 感染経路
ヒトからヒトへの飛沫感染や接触感染も感染経路の一つであるとされているが、基本的に、この病気はウイルスに感染したサルや齧歯目による咬傷、また、それらの加熱不十分な肉の摂取による感染が報告されており、野生動物の肉の取り扱い中、動物の咬傷、体液、汚染された物体、または感染者との性的接触を含む密接な接触によって伝染する。

## 診断
天然痘、水疱瘡、はしか、アレルギー反応等発疹が表れる他の疾患との判別が必要であり、天然痘や水疱瘡では起こらない本疾患特有であるリンパ節の腫れやPCR検査でウイルスの存在を確認する。

## 症状

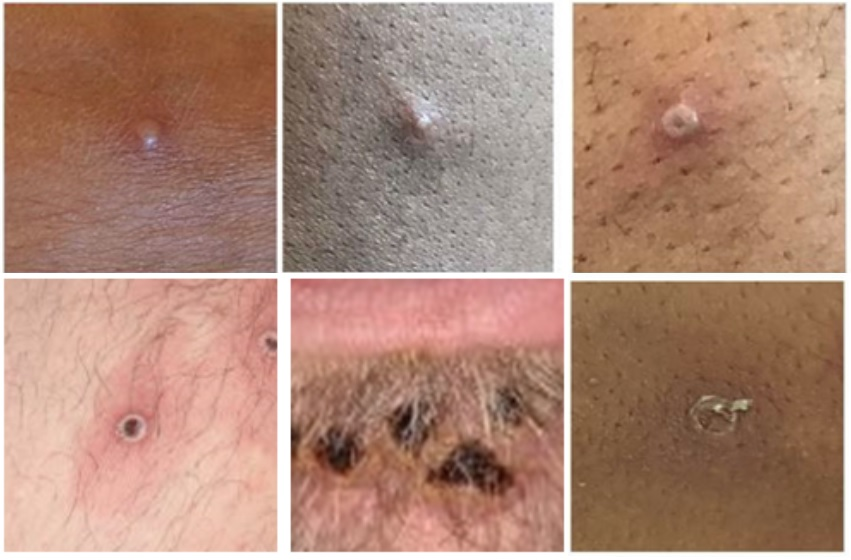
病変の発生段階

潜伏期間は7日から21日とされ、その症状は、顔面及び手足の末端に多く発生し、時間の経過で水疱から膿疱となり痂皮がみられるようになる発疹、発熱、倦怠感、頭痛、筋肉痛、リンパ節腫脹などであり、発症後2週間から4週間で症状は軽快する。
上記のとおり死亡率は1%から10%とされており、ナイジェリアでは2017年から2022年に558人の患者が発生し、8人が死亡している。2003年のアメリカ合衆国の流行（後述）では死者は出ていない。

## 治療
確立された治療法がないため、対症療法を行う。ただし、種痘が効果があるとされている。

## 流行
2003年にはアメリカ合衆国でガーナから輸入されたアフリカオニネズミが原因とみられる流行が起きて71人の患者が発生した（2003 Midwest monkeypox outbreak）。2015年6月11日にフジテレビの『奇跡体験!アンビリバボー』で詳細に紹介された。

### 2022年のアウトブレイク
2022年には欧米諸国で感染例が確認されている。イギリスの保健当局は5月18日までにエムポックスの患者9人を確認した。
2022年5月20日、欧州全域で100人を超える感染および感染疑い例が確認される。世界保健機関 (WHO) がエムポックスの感染状況を巡り緊急会合を開いた。世界での感染者数は同年7月14日に1万人を超えた。7月23日、WHOがエムポックスの「国際的に懸念される公衆衛生上の緊急事態（PHEIC）」を宣言した
。
7月29日、ブラジルで死者が報告され（アフリカ大陸以外での初の死者）、30日にはスペインで死者が報告された（ヨーロッパでの初の死者）。8月31日、世界での感染者数が5万人を超えた。
2024年に至ってもアフリカの一部地域では深刻な感染拡大が続いている。地下資源が豊かなコンゴ民主共和国（旧ザイール）では、鉱山に集まる出稼ぎ労働者をセックスワーカーによる売買春などにより、鉱山周辺だけでく出稼ぎ労働者の郷里などにも感染が広がっており、子供の重症化や死亡が多い。

### 日本での感染状況
2022年7月25日、東京都で日本で初めての感染者が確認された。
2023年9月、埼玉県内に居住する30代男性（海外渡航歴なし）の感染が確認され11月に死亡した。日本国内での初のエムポックスによる死亡例となった。